# Hiroko Kasahara
Hiroko Kasahara (笠原 弘子?, Kasahara Hiroko; Tokyo, 19 febbraio 1970) è una doppiatrice giapponese, affiliata con l'agenzia Group Komadori. 
È principalmente celebre per aver interpretato i ruoli di Dolceluna, Nanako Misonou in Caro fratello, di Fu Hooji in Magic Knight Rayearth, di Ami in DNA² e di Naomi Armitage in Armitage III.
Ha inoltre cantato oltre le sigle di Dolceluna, la sigla finale del videogioco di ruolo per PlayStation 2 Shadow Hearts, intitolata Ending Theme ~ Shadow Hearts e la sigla finale della visual novel per PC e PlayStation 2 Ever17 -the out of infinity-, intitolata Aqua Stripe

## Ruoli principali

### Serie animate
- Mint/Dolceluna in Mahō no angel Sweet Mint
- Nanako Misonou in Caro fratello
- Fu Hooji in Magic Knight Rayearth
- Kageyama in Hyakko
- Sayo Amakusa / Magdalia in Rurouni Kenshin
- Azalyn in L'irresponsabile capitano Tylor
- Naomi Armitage in Armitage III
- Ishtar in Macross II
- Ami in DNA²
- Hitomi Kasahara in Shinesman
- Arieta Lyuis in Growlanser II: The Sense of Justice
- Sora Akanegasaki in Ever17 -the out of infinity-
- Phorni in Symphonic Rain
- Princess Rose in Yu-Gi-Oh! Duel Monsters GX
- Koudelka Iasant in Shadow Hearts
- Sakura Tomoe in Weiss Kreuz
- Retsu Unohana in Rock Musical BLEACH
- Kachua Pearson in Vifam
- Madre di Senri in Vampire Knight
- Sango Otojima in Kyūkyoku Chōjin R
- Princess Mariel in Yami to Bōshi to Hon no Tabibito
- Yūnō in Tengai Makyō: Daiyon no Mokushiroku

### Videogiochi
- Chris Parton in Burning Rangers
- Sora Akanegasaki in Ever17: The out of infinity
- Fu Hooji in Magic Knight Rayearth, Super Robot Wars T e Super Robot Wars 30
- Yuno in Tengai Makyō: Daiyon no Mokushiroku
- Arcia Eldeen in The Granstream Saga